# Cejpia hystrix
Cejpia hystrix är en svampart som först beskrevs av De Not., och fick sitt nu gällande namn av Baral 1994. Cejpia hystrix ingår i släktet Cejpia och familjen Dermateaceae.  Arten är reproducerande i Sverige. Inga underarter finns listade i Catalogue of Life.